# Blanche Jenkins
Blanche Jenkins, active de 1872 à 1915, est une portraitiste britannique.

## Biographie
Blanche Jenkins est active de 1872 à 1915. Elle expose quelque 49 œuvres à partir de 1872 à la Royal Society of British Artists et à la Royal Academy. Elle est également membre de la Society of Lady Artists. Elle expose son travail au Woman's Building lors de l'Exposition universelle de 1893 à Chicago, dans l'Illinois.
Sa peinture, Her Morning Ride, figure dans le livre de 1905 Women Painters of the World.
Elle meurt à Londres.

## Photographies

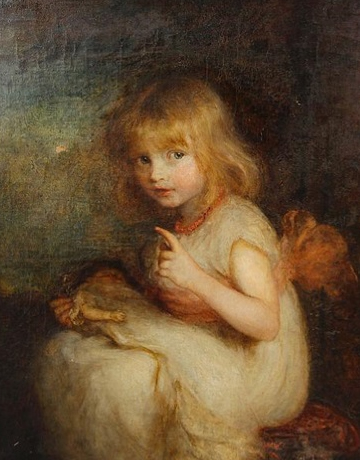
Portrait d'enfant
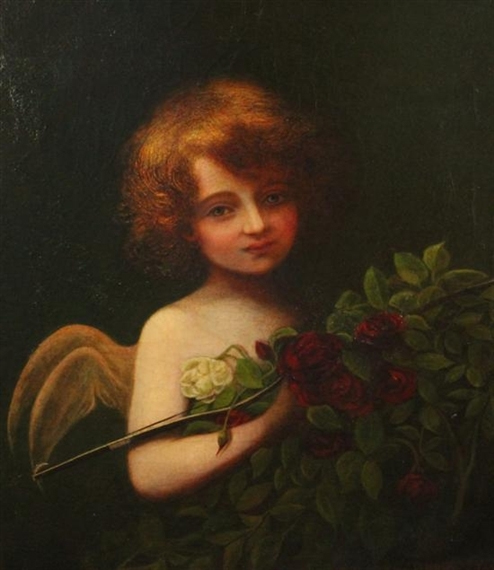
Cupidon avec des roses
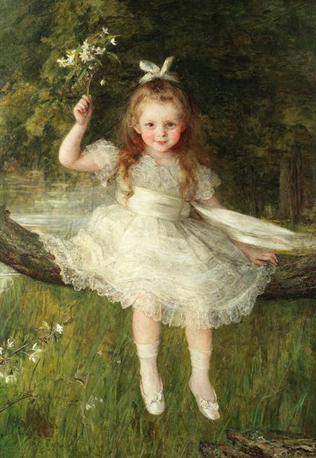
Miss Georgie